# Казанская церковь подворья Пекинской духовной миссии
Казанская церковь подворья Пекинской духовной миссии — утраченный православный храм в Санкт-Петербурге. Был построен в 1911—1913 годах в неорусском стиле для подворья Пекинской духовной миссии. Закрыт советскими властями в 1938 году и разрушен в конце 1960-х.

## История
В 1902 году вдова ремесленника И. С. Беляева подарила начальнику Пекинской духовной миссии епископу Иннокентию (Фигуровскому) участок земли близ Лиговки, на котором уже в октябре была освящена часовня, а 22 декабря — небольшой деревянный храм с подворьем, выстроенный по проекту гражданского инженера Р. А. Берзена. Деревянная Казанская церковь вскоре обветшала и начальник подворья иеромонах Леонид (Антощенко) организовал строительство нового каменного храма. Проект двухэтажной, четырёхпрестольной церкви составили техники-строители Кишкин и Шорохов, а архитектор Петербургской епархии Андрей Петрович Аплаксин существенно переработал его «в духе древненовгородских храмов».
В 1910 году был создан комитет по строительству каменного храма. Председателями строительного комитета был избран гофмейстер Борис Штюрмер и купец П. А. Фролов. Осенью начались строительные работы. Закладка церкви состоялась 8 мая 1911 года. Уже 6 ноября 1911 года покровитель подворья епископ Финляндский Сергий (Страгородский) освятил нижний Михайловский придел храма. В 1913 году строительство было окончено. Престол верхнего этажа предполагалось освятить во имя Рождества Христова осенью 1912 года, но было совершено лишь 15 августа 1913 года. 1 декабря был освящён правый придел. По предложению П. А. Фролова храм был посвящён памяти Отечественной войны 1812 года, столетие которой тогда широко отмечалось.
При храме действовало Общество трезвости и имелся обширный склад книг, икон, лампад, сосудов для богослужения. При подворье был устроен приют для китайских детей, обучавшихся в столице, справочное бюро для отправляющихся на Дальний Восток, книжный склад с китайскими книгами и библиотека.
У миссии имелся также временный храм в посёлке Отрадное Шлиссельбургского уезда. На Лиговском проспекте предполагалось возвести часовню, но сделать это не успели.
В августе 1919 года Казанская церковь стала приходской, а с июня 1923 года стала официально именоваться церковью во имя Рождества Христова. В 1938 году храм был закрыт и несколько позже здание, в котором находилась церковь, было перестроено под клуб и общежитие промкомбината, а затем снесёно между 1967 и 1971 годами. Сохранились лишь незначительные фрагменты. Ныне на месте храма — котельная. В 2017 году здание котельни было снесено.